# Монастир святого Павла Фівейського

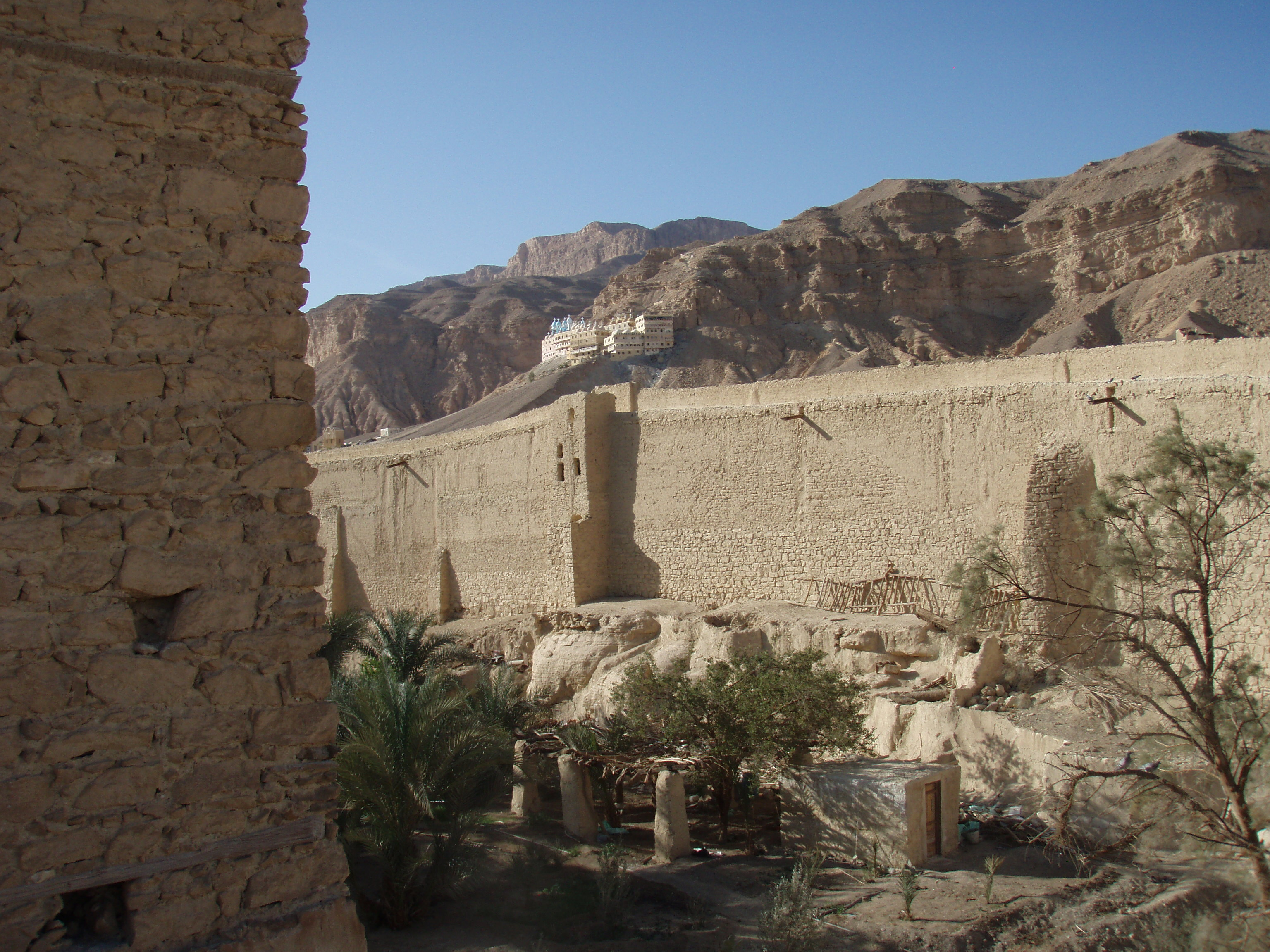
Монастир святого Павла Фівейського

Монастир святого Павла Фівейського — монастир Коптської православної церкви, що розташований в Аравійській пустелі, поблизу Червоного моря в Єгипті, приблизно за 155 км на південний схід від Каїру.

## Історія
Початки монастиря належать до V століття. Місцем заснування монастиря стала печера, де Павло Фівейський (Пустельник) прожив 90 років. І хоча пустельник помер в 342 році, монастир на місці життя святого з'явився значно пізніше, виникнувши на місці паломництва віруючих до могили Павла Фівейського. Першими насельниками були монахи з Єгипту та Сирії.